# ТЕС Тиса II
47°55′1″ пн. ш. 21°4′36″ сх. д. / 47.91694° пн. ш. 21.07667° сх. д.
ТЕС Тиса II — теплова електростанція в Угорщині у медьє Боршод-Абауй-Земплен (північний схід країни). Наразі ввеведена з експлуатації, проте існують плани подальшого використання майданчику для генерації електроенергії.
З другої половини 1950-х років поблизу майбутнього Тисауйварошу (з'явиться зі спорудженням в 1960-х хімічного комплексу Tiszai Vegyi Kombinát) діяла ТЕС Tiszapalkonya, розрахована на використання місцевого ресурсу вугілля. А в середині 1970-х повз цей район пройшов газопровід Берегдароц – Будапешт, по якому почались поставки блакитного палива з СРСР. Як наслідок, вирішили наростити потужності генерації з рахунок спорудження електростанції на природному газі, яка отримала назву Тиса II.
У 1977—1978 роках на майданчику станції стали до ладу чотири блоки потужністю по 215 МВт, кожен з яких мав паровий котел виробництва словацької компанії Tlmace, від якого живилась парова турбіна, постачена угорською компанією Lang. Генератори були виготовлені ще одним угорським підприємством Ganz.
Видалення продуктів згоряння всіх чотирьох енергоблоків здійснювалось через один димар заввишки 250 метрів. У 1993 році через зіткнення рятувального гелікоптера з цією спорудою згинули 5 осіб.
Для охолодження використовували воду із Тиси.
Видача продукції відбувалась по ЛЕП, розрахованим на роботу під напругою 400 кВ та 220 кВ.
а
Через низьку паливну ефективність ТЕС Тиса II не могла конкурувати з сучасними парогазовими електростанціями і у 2012-му її зупинили (а за рік до того остаточно закрили згадану на початку ТЕС Tiszapalkonya). При цьому станом на 2020 рік існує проєкт встановлення тут газових турбін, які могли б бути об'єднанні з частиною наявного обладнання у парогазовий цикл потужністю близько 1000 МВт.